# ウィングコマンダー
『ウィングコマンダー』 (Wing Commander) とは米Origin社の看板ともいえるスペースコンバット・シューティングゲームである。日本においてはFM TOWNSやスーパーファミコン、メガCD向けに邦訳版が発売された。メガCD版の移植はゲームアーツとCRIが担当した。メガCD版の販売元は日本ではセガが、北米ではエレクトロニック・アーツがそれぞれ担当していた。

## 概要
ウィングコマンダーは3D空間を自由に動き回りながら敵機とドッグファイトを繰り広げる、ミッションクリア型のスペースコンバット・シューティングゲームである。OriginFXと呼ばれる独自のグラフィック・サウンドシステムが採用された。
ウィングコマンダーがPC/AT互換機向けに発売されたのは、1990年のことである。
当時のPC/AT互換機といえば、i386DXがようやく普及し始めた頃であり、3Dゲームは専らテクスチャ・マッピングが施されていないフラット・ポリゴンを用いていた。しかしOriginFXは、プリレンダされた高品質な2Dスプライトを拡大・縮小・回転描画することにより、当時の水準を上回る美麗なグラフィックスを実現した。
OriginFXのグラフィックにおけるもうひとつの特徴が、各オブジェクトについて、上下左右前後の様々な方向から見た複数のスプライトパターンを用意することにより、オブジェクトの三次元的な進行方向を視覚的に表現できるようになっていたことである。これにより3D空間において互いに後方に回り込み合うようなダイナミックなドッグファイトを実現できていた。
世界設定およびシナリオも徹底的に作り込まれており、ミッション間にはカットシーンが多数用意されていた。また、ミッションの成否によってその後の展開が変化するマルチシナリオシステムも採用されていた。ウィングコマンダー・ユニバースはゲームだけに留まることは無く、小説等も多数刊行された。また、後にはアニメ化や映画化も実現された。

## ゲームの流れ
空母タイガーズクローの休憩室からゲームはスタートする。休憩室では戦友と意見を交換したり、撃墜数を競ったり、シミュレーターで腕を磨いたりすることができる。戦いの準備ができたら会議室に行き、任務の説明を受け僚機と共に出撃する。任務のタイプとしては偵察、護衛、攻撃などがある。通常のドッグファイトの他、敵や味方と通信をすることができる。

## ストーリー
無名の新人パイロット、クリストファー・ブレアとなり、キルラシー星人と戦うというものである。ウイングコマンダーIIIでは大佐となり、マーク・ハミルがムービーを演じた。

## 登場する機体
ホーネット
キラービー中隊の使用機体である。小型機なので非常に速度が出るもののレーザー砲二門とわずかなミサイルしか搭載することはできない。
シミター
ブルーエンジェル中隊の使用機体である。中型攻撃機である。ホーネットよりも武装、装甲は強化されているが速度は最も遅い。機体の速度が遅いということとマスドライバー砲の弾速も遅いということからドッグファイトでは使いにくい機体である。
ラプター
大型攻撃機である。シミターと共に旧型の機体である。マスドライバー砲と中性子砲のほか多数のミサイルを装備している。シミターより重装備であるのにもかかわらず速度はシミターよりも速いので、対艦攻撃、ドッグファイトともに対応できる非常に性能の良い機体である。4門セット状態では中性子砲の発射間隔も短くなり、その火力を瞬時に叩き込める。
レイピア
最新鋭機である。ホーネット以上の速度とラプター並みの重装備を備えた理想的な機体である。ただし機体数が少ないためエースパイロットになるまでは乗ることができない。レーザー砲と中性子砲という組み合わせは戦い方によってはラプターよりもよい。
物語終盤近くのミッションで敵機としても登場し、数も多いのでゲーム中の全ミッションの中では1位2位を争う最高難易度を誇る。
タイガーズクロー
自軍空母である。

## キルラシー側の機体
サルシー
非常に小回りが効きスピードも速い小型戦闘機。機体も小さく当て難いので厄介な敵。逃げモードになるとシミターでは追い付くのは非常に困難。レーザー砲2門搭載。機動力重視な分、装甲が薄く倒しやすい。
クラント
サルシーよりも機動力を落とし、装甲を上げたタイプ。速度も速くなく横に広いので当てやすい機体。レーザー砲2門搭載。ゲーム中のキャラクター同士の会話では機体側面の装甲が弱いと話ししているが、実際に装甲が薄いかは不明。
ドラルシー
性能的にはクラントの装甲値を少し下げクラントよりも機動力を得た感じの機体。サルシーとクラントの中間に位置する機体。クラントよりは機体サイズが全体的に若干小さくなっている。武器はレーザー砲2門。物語中盤以降になると敵機でプレイヤーが乗れる唯一の機体。その際は砲門がマスドライバー砲に変更され火力が強化されているが、砲門がやや内側に向いているせいか遠距離だとマスドライバー砲同士が当たり消滅してしまう。
グラーサ
キルラシー側の主力戦闘機。地球側で言えばラプターと同じ位置づけ。ラプターが中性子砲とマスドライバー砲なのに対し、グラーサはレーザー砲とマスドライバー砲のセットになっている。装甲も硬く機動力もあり更に火力もあって厄介な敵。
ジャルシー
敵味方問わずゲーム中最も高い火力を持ち合わせ、戦闘機の中では最も高い装甲を持ち合わせる。あまりに高い火力と装甲から一部では重戦車・爆撃機とも呼ばれる。理由としてはレーザー砲4門と中性子砲2門、合計6門というその砲門にある。まともに6発の砲を浴びれば装甲の薄いホーネットでは3回撃たれれば倒されてしまう程。地球側の他の機体も例外ではない。タンカーや駆逐艦等の援護の任務で敵機にジャルシーが出てきた場合は率先して倒さないと特にタンカーの場合はあっという間に倒されるので細心の注意が必要。しかし重装甲・重火力の機体を動かす為に巨大なエンジンを積んでいてそれが仇となりエンジン部分が弱点なので後ろにつければ撃墜のチャンス。火力と装甲を重視している分、機動力は無くよく後ろを向けたまま旋回しない事がある。
戦う場合は正面は勿論、後方にも気をつけて機動力の無さを逆手に取り撃墜しよう。
機体の設計ミスなのか仕様なのかは語られていないが、機銃が若干内側を向いており遠距離だとレーザー砲同士がぶつかり消滅するという欠点がある。

## キルラシー側のエースパイロットのAI
任務中でたまに出てくるカージャと言ったエースパイロットは他の一般兵と比べて特別なAIが設定されており、独特な動きをし機体の操作が上手であったりする。操作が上手な分、当てにくく厄介な敵。撃墜しようと躍起になっていると援護任務等で出てきた場合はタンカー等を攻撃している者を先に倒さないと撃墜される恐れがある。射撃の腕が上手とゲーム中に説明があるが、他の一般兵となんら変わりない。あくまで動きだけである。

## 戦友
スピリット
女性パイロット、命令に忠実である。
マニアック
攻撃的な性格であり、命令無視が多い。
ハンター
腕の確かなベテランパイロット。
エンジェル
女性パイロット。フランス語を交えた言葉が口癖。
アイスマン
タイガーズクローのエースパイロットのひとり。冷静過ぎるので体中を血液ではなく冷却液が流れていると噂されている。
ナイト
黒人パイロット。地味だが堅実。

## シリーズ作品
- Wing Commander - 日本語版はスーパーファミコン、メガCD、FM TOWNSで発売
  - The Secret Missions - 追加シナリオ。FM TOWNSで発売
  - The Secret Missions 2: Crusade - 追加シナリオ。日本語版はFM TOWNSで発売
  - Super Wing Commander - 3DO版。後にMacintoshに移植された
- Wing Commander II: Vengeance of the Kilrathi - 日本語版はFM TOWNSで発売
  - Special Operations 1 - 追加シナリオ
  - Special Operations 2 - 追加シナリオ
- Wing Commander III: Heart of The Tiger - 日本語版はDOS/VとWindows 95とPlayStationで発売
- Wing Commander IV: The Price of Freedom -日本では日本語のマニュアルを付けて販売
- Wing Commander: Prophecy -日本では日本語のマニュアルを付けて販売
- Wing Commander: Secret Ops

### 外伝
- Wing Commander: Academy
- Wing Commander: Privateer
  - Righteous Fire - 追加シナリオ
- Privateer 2: The Darkening
- Wing Commander: Armada - 日本語版はFM TOWNSで発売
  - Proving Grounds - 追加シナリオ
- Wing Commander Arena - Xbox 360用